# Rio Claia
O Rio Claia é um rio da Romênia, afluente do Câinele, localizado no distrito de Vâlcea.